# Мой любимый
«Мой любимый» или «В мечтах о любви» (хинди साजन, Saajan) — индийская мелодрама 1991 года, снятая Лоуренсом Д'Соуза на языке хинди. Главные роли исполнили Санджай Датт, Мадхури Дикшит и Салман Хан.

## Сюжет
Бедный и хромой сирота Аман (Санджай Датт) в детстве подружился с сыном богатых родителей Акашем Вермой (Салман Хан). Родители Акаша усыновляют Амана и дают ему свою фамилию. Аман и Акаш вырастают как братья, но очень отличаются характерами. Акаш плейбой, проводящий своё свободное время в обществе девушек. Аман очень робок с женщинами из-за своего физического недостатка и посвящает свою жизнь поэзии, помогающей ему выразить те чувства, на которые он не решается в действительности. Свои стихи он пишет под псевдонимом Сагар и вскоре становится очень популярным поэтом. Одной из поклонниц его таланта становится Пуджа Саксена (Мадхури Дикшит). Она начинает переписку со своим любимым автором и вскоре влюбляется в него. Аман тоже любит её, но не решается встретиться с ней из-за боязни оттолкнуть её своей хромотой. Однажды во время прогулки ловелас Акаш тоже встречает Пуджу и влюбляется без памяти. Когда Аман узнает об этом, он предлагает Акашу выдать себя за Сагара. Ради дружбы с Акашем он готов отказаться от своей любви, а Акаш, не зная, кто скрывается за псевдонимом, принимает правила игры. Пуджа счастлива познакомиться с Сагаром и начинает готовиться к свадьбе с ним, заставляя страдать Амана.

## Награды
- Filmfare Award 1991 за лучшую музыку — Надим Саифи и Шраван Ратод[англ.]
- Filmfare Award 1991 лучшему певцу — Кумар Сану за песню «Mera Dil Bhi»
- Filmfare Award 1992 лучшей певице — Алка Ягник за песню «Dekha Hai»